# 오드 (노르드 신화)

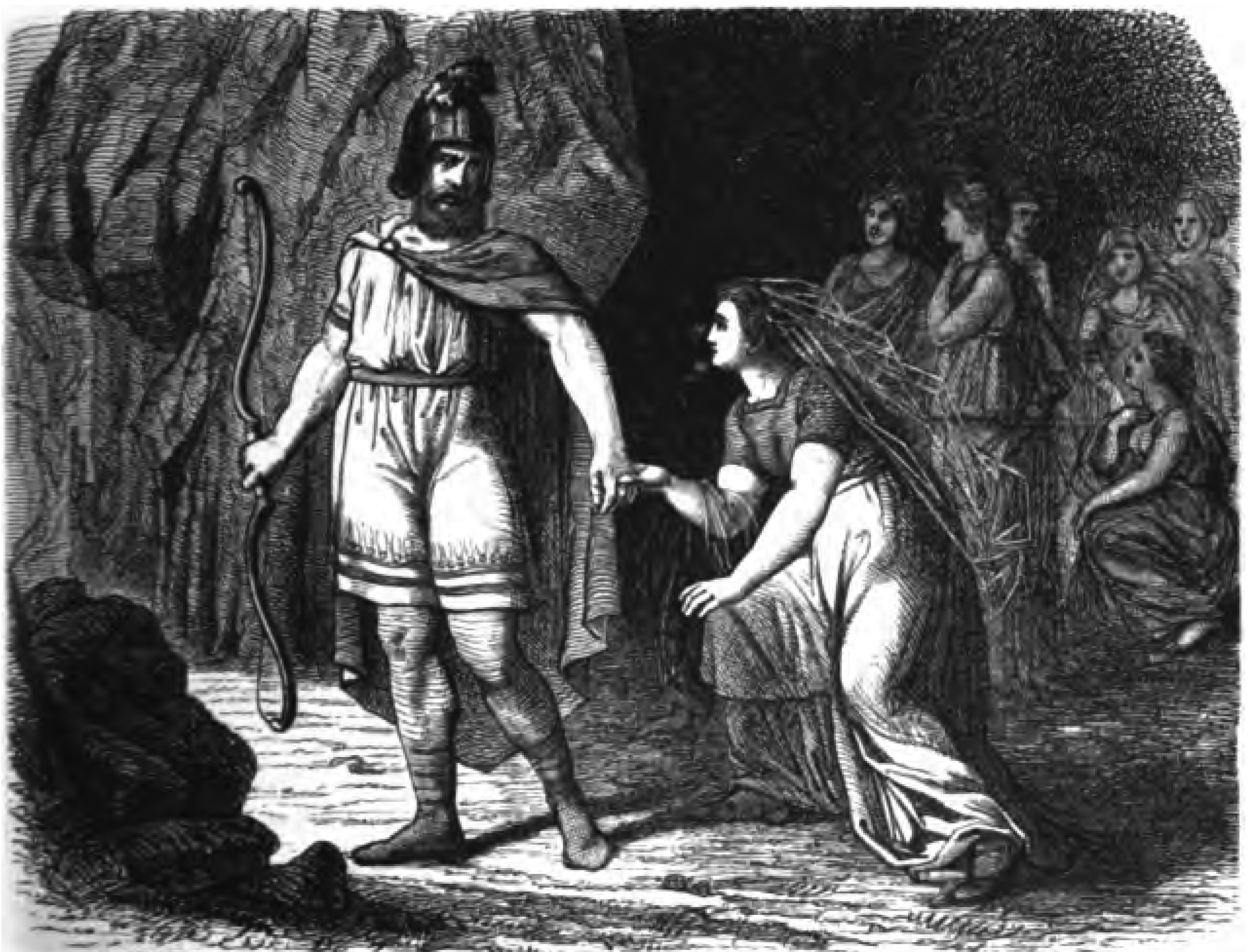

오드(Óðr)는 프레이야의 사라진 남편이다. 프레이야가 그를 위하여 끝없이 울지만, 끝내 돌아오지 않는다.